# Kapelle St. Andreas (Lumbrein)

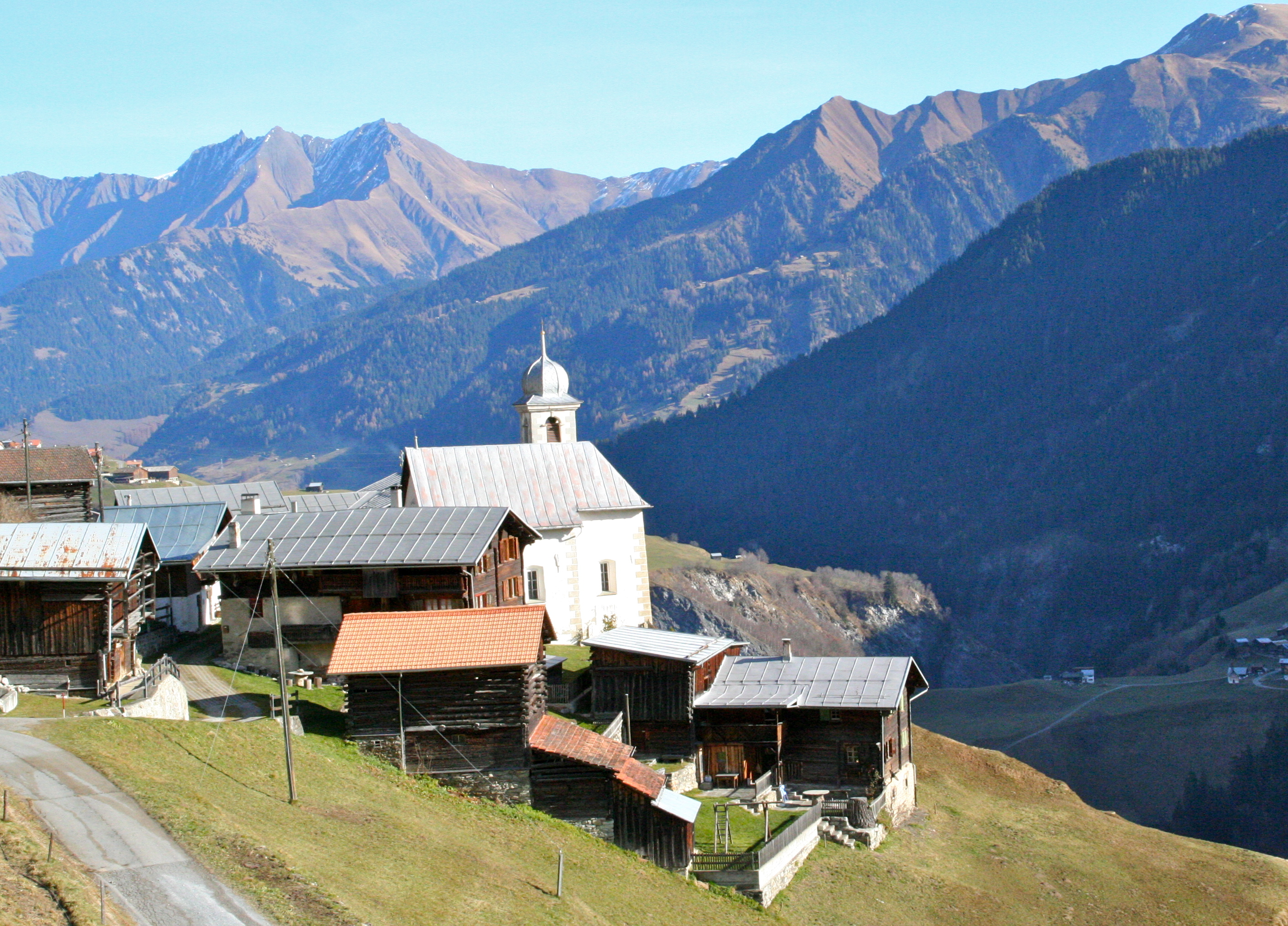
Der Weiler Sontg Andriu von Westen

Die Kapelle St. Andreas (rätoromanisch Sontg Andriu) steht rund zwei Kilometer südöstlich von Lumbrein im Weiler Sontg Andriu im Val Lumnezia im schweizerischen Kanton Graubünden.

## Geschichte
Sontg Andriu wird 1666 erstmals erwähnt. Die jetzige Kapelle wurde 1660 gebaut und am 10. September 1662 geweiht. Einen Vorgängerbau scheint es nicht gegeben zu haben.

## Beschreibung

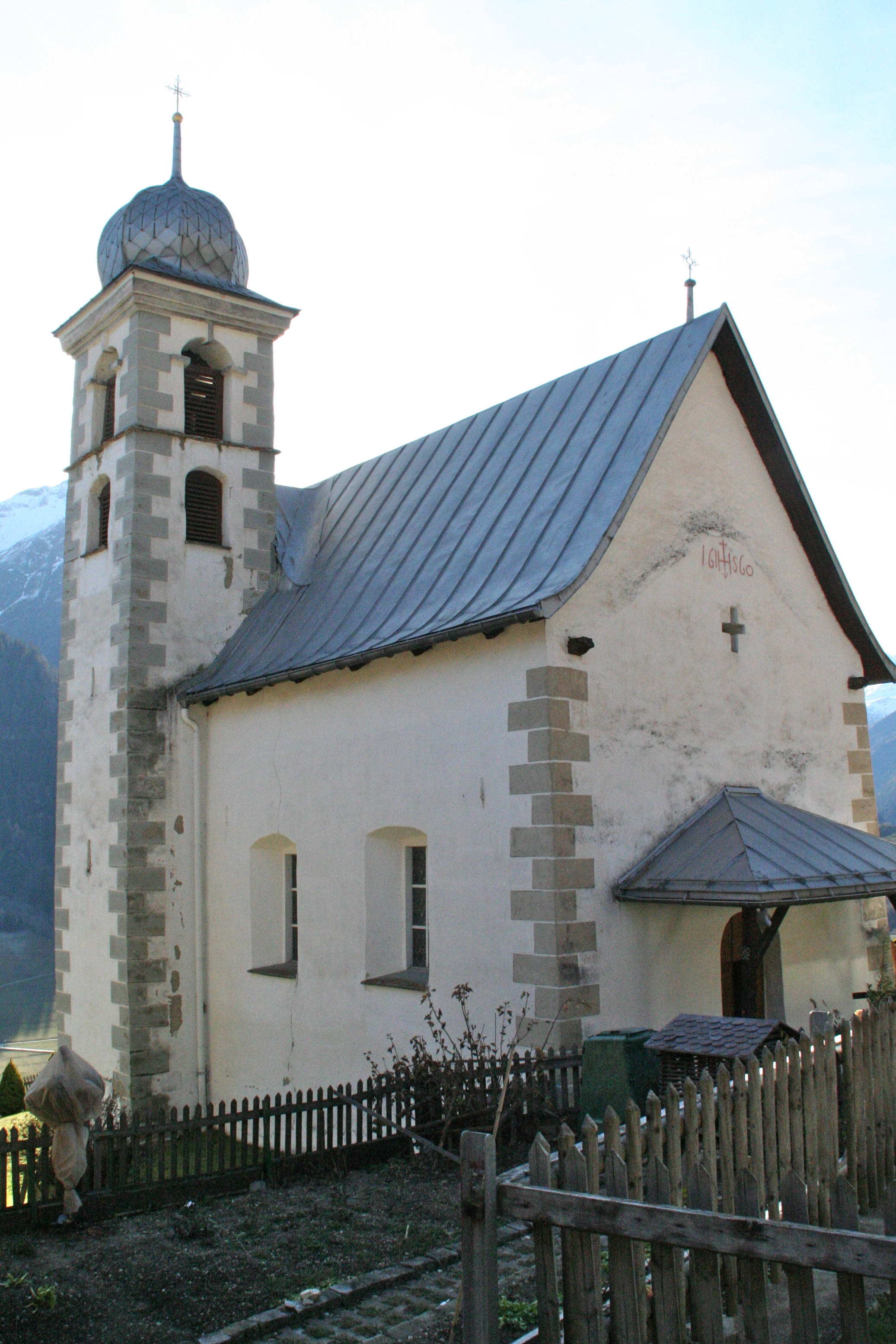
Ostseite

Der nach Südosten ausgerichtete barocke Bau besteht aus einem rechteckigen Schiff und eingezogenem quadratischen Chor; beide sind mit Kreuzgewölben überdeckt. Das Dach wurde nachträglich erhöht.
Die Kirche wurde 1695 vollständig ausgemalt. Erwin Poeschel vermerkt dazu: …im einzelnen ungeschickt, im ganzen aber von ländlich-schmuckhafter Wirkung. Signiert sind die Malereien im Bild mit der Grablegung von Johann Christoph Guserer aus dem bayrischen Dingolfingen, der um 1695 Maler im bischöflichen Hof in Chur war. Abgebildet sind an den Wänden Apostel, Heilige sowie Placidus und Sigisbert von Disentis, am Gewölbe Bilder aus der Passionsgeschichte.
Der Hochaltar stammt aus der Zeit um 1750, die Seitenaltäre entstanden um 1720.

## Galerie

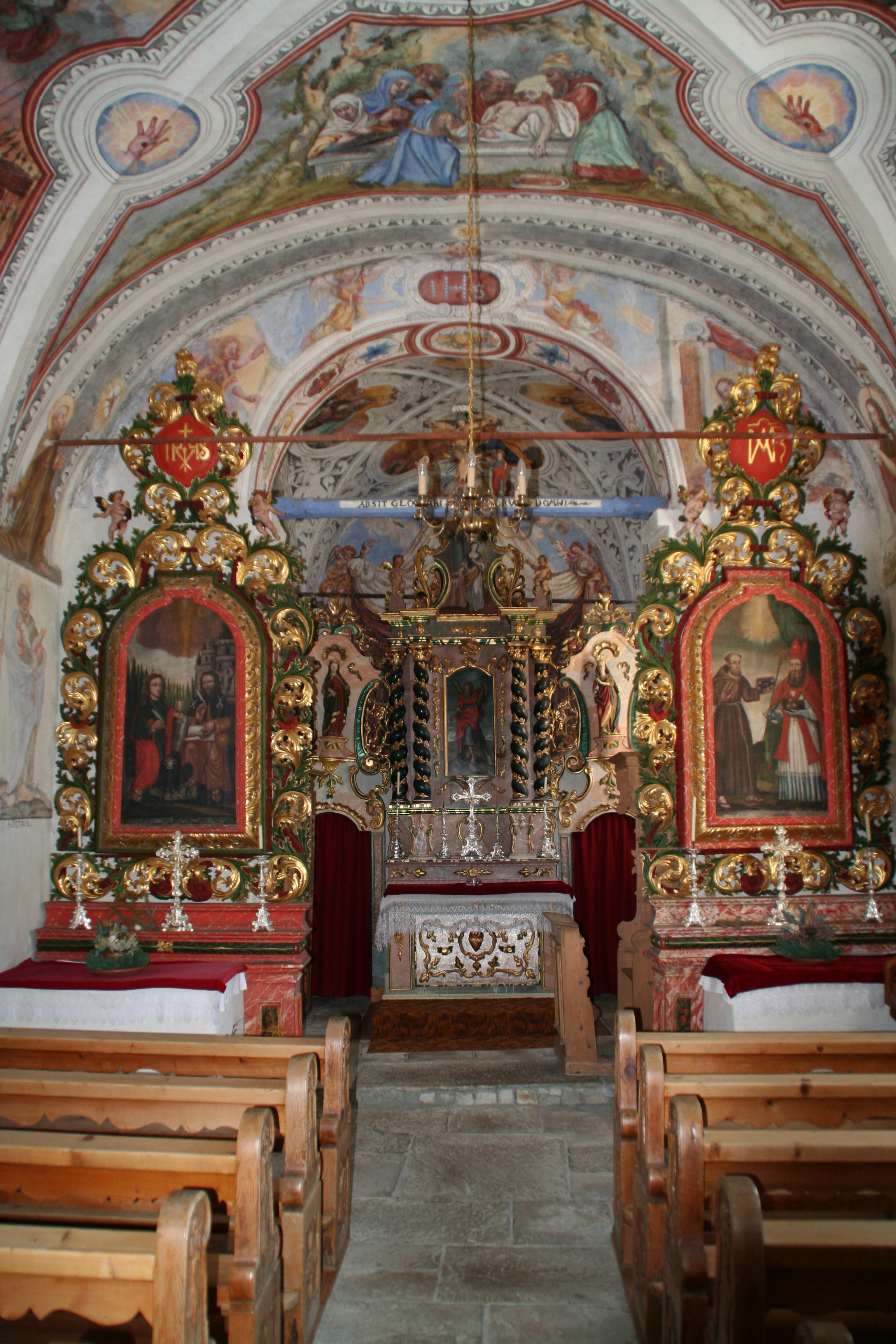
Innenansicht
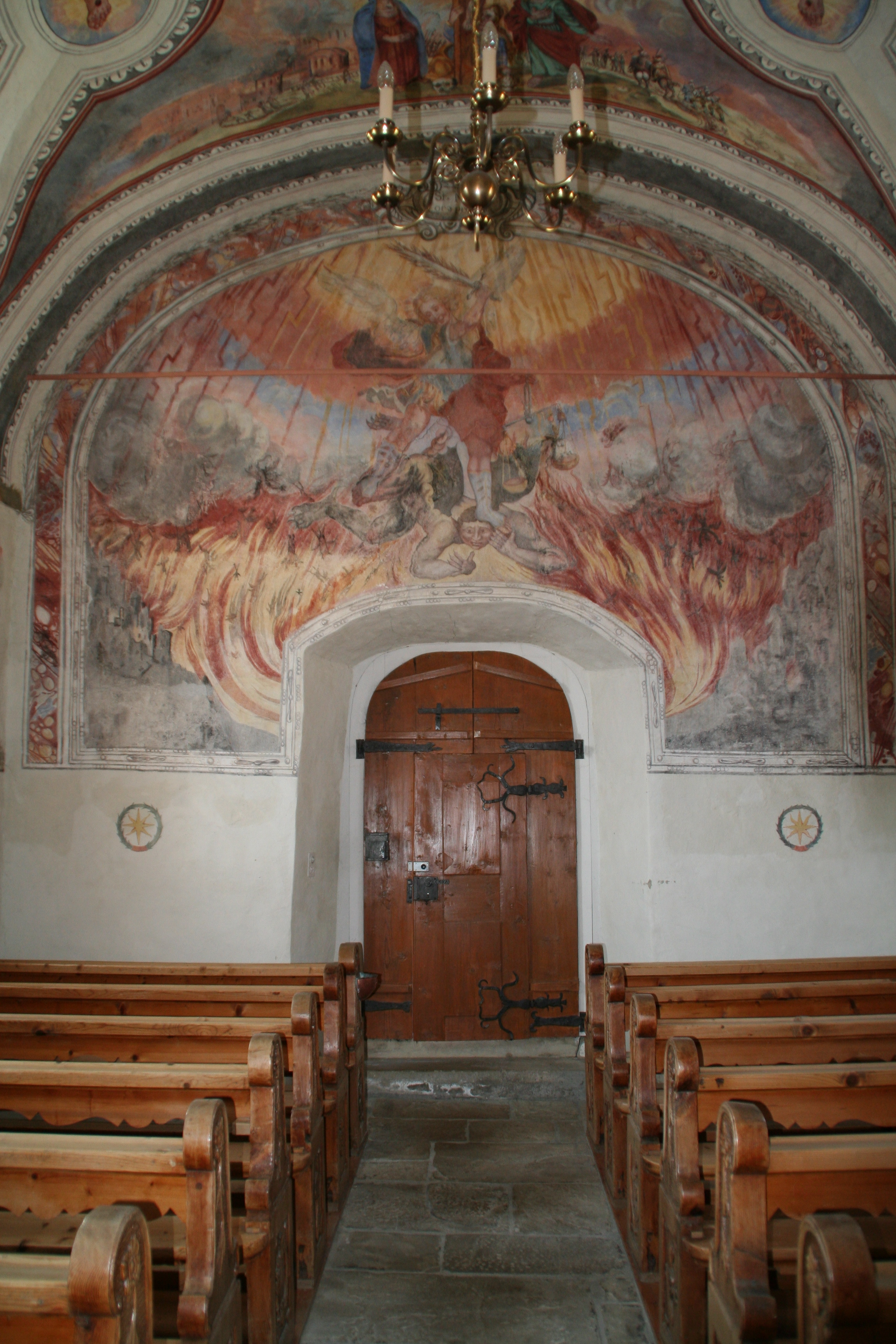
Darstellung des Fegefeuers
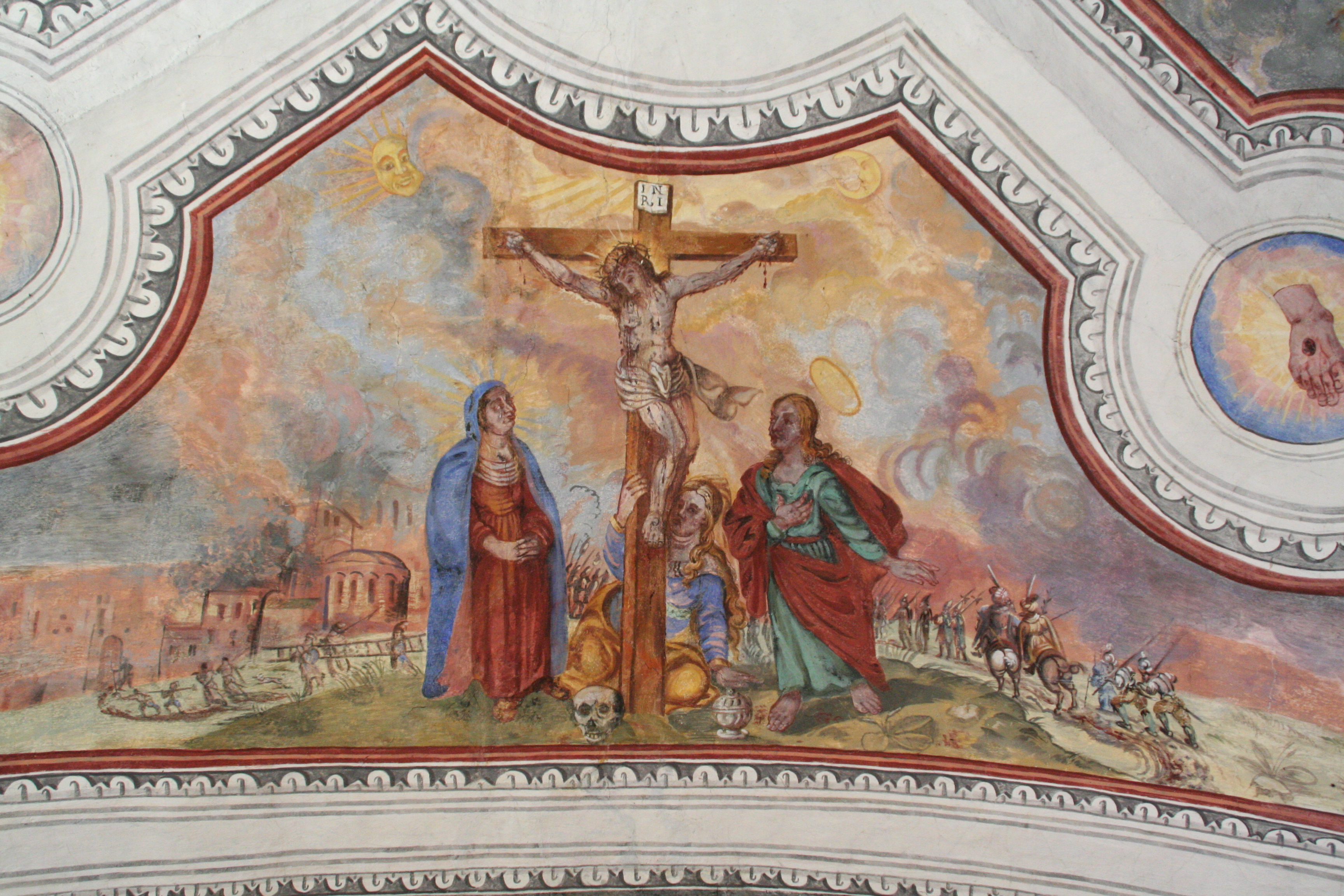
Deckenbild
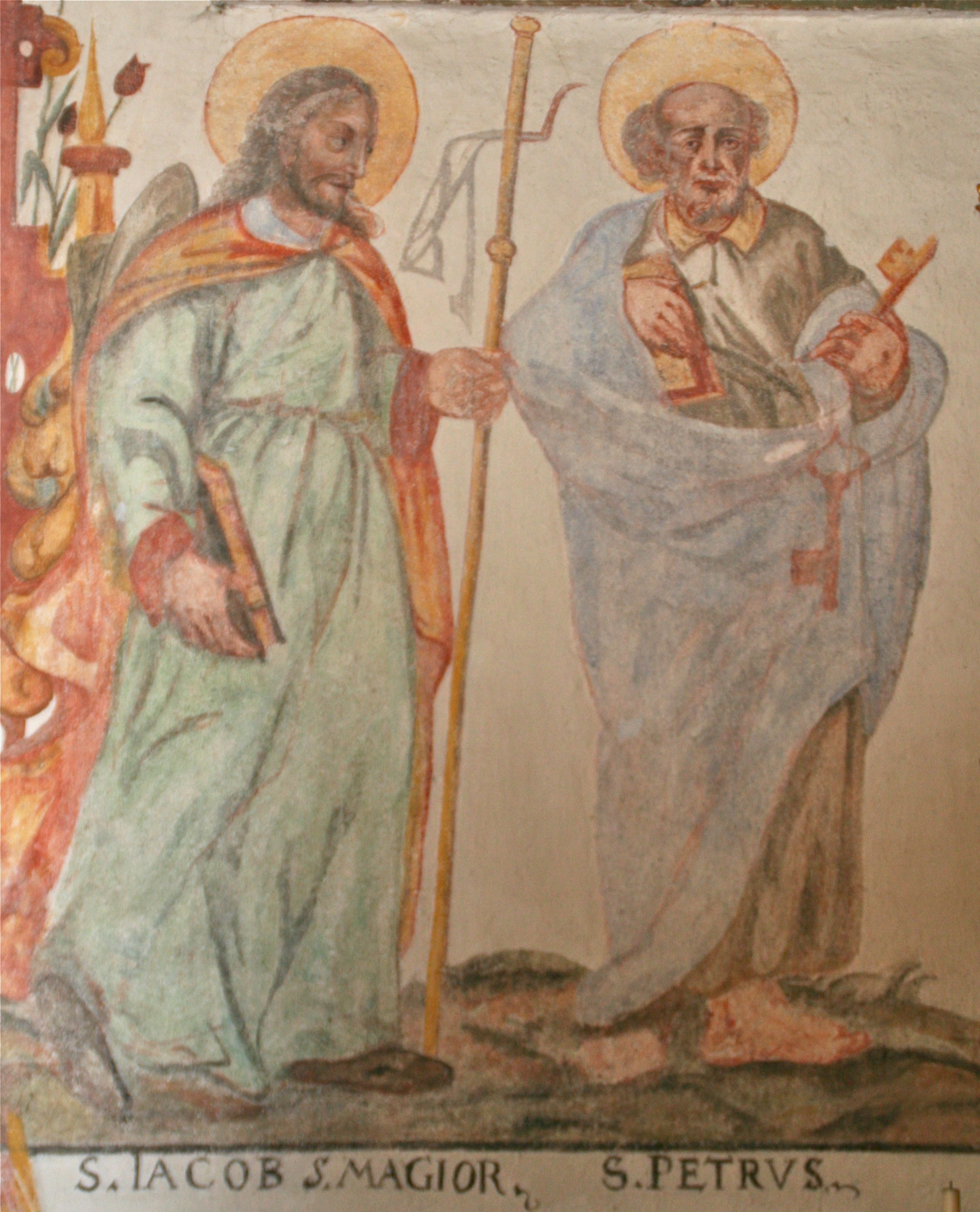
Jakobus und Petrus